# شهرستان استیونز (واشینگتن)
شهرستان استیونز، واشینگتن (به انگلیسی: Stevens County, Washington) یک شهرستان در ایالات متحده آمریکا است که در ایالت واشینگتن واقع شده‌است.

## خصوصیات
شهرستان استیونز ۶٬۵۸۱٫۲ کیلومترمربع مساحت دارد.